# فرودگاه کیوکوک
فرودگاه کیوکوک  (به انگلیسی: Koyukuk Airport) یک فرودگاه همگانی با کد یاتا KYU است که یک باند فرود شن و خاک دارد و طول باند آن ۱۲۱۹ متر است. این فرودگاه در کشور ایالات متحده آمریکا قرار دارد و در ارتفاع ۴۵ متری از سطح دریا واقع شده است.